# Franz Gerauer (Politiker, 1900)
Franz Gerauer (* 6. Oktober 1900 in Hartham, Ortsteil von Neuhaus am Inn; † 2. Februar 1987 in Rotthalmünster) war ein deutscher Landwirt, Agrarfunktionär und Bürgermeister (CSU).

## Leben
Gerauer kam als Sohn des Reichstagsabgeordneten Franz Gerauer zur Welt und besuchte die Volksschule in Mittich und die Landwirtschaftsschule in Pfarrkirchen. Ab 1922 bewirtschaftete er den elterlichen „Goderhof“ in Hartham, den er 1935 übernahm und 1969 an den Sohn weitergab.
Zwischen 1948 und 1970 war Gerauer Bürgermeister der Gemeinde Mittich, ab 1948 auch Kreisrat und Mitglied des Kreisausschusses und vom 1. Mai 1962 bis 31. Dezember 1973 Mitglied des Bayerischen Senats.
Gerauer war Vorsitzender des Zuchtverbands für Fleckvieh in Niederbayern, des Pferdezuchtverbands Niederbayern-Oberpfalz, des Tierzucht-Ausschusses des Bayerischen Bauernverbands (BBV), des Landesausschusses der bayerischen Tierseuchenkasse, des Rindergesundheitsdiensts in Bayern, von 1959 bis 1976 der Arbeitsgemeinschaft Deutscher Tierzüchter sowie von 1962 bis 1969 Präsident und ab 1969 Ehrenpräsident des BBV-Bezirksverbands Niederbayern; außerdem stellvertretender Vorsitzender der katholischen Aktion der Diözese Passau. 
Für seine vielfältigen ehrenamtlichen Leistungen erhielt Gerauer die Max-Eyth-Denkmünze in Gold der Deutschen Landwirtschafts-Gesellschaft (DLG), die Goldene Ehrennadel des Raiffeisenverbandes, den Prof. Dr. Dürrwaechter-Gedächtnis-Preis des Landesverbandes Bayerischer Rinderzüchter (LBR) und 1976 die Hermann-von-Nathusius-Medaille in Gold für die langjährige Mitarbeit im Ausschuss der Deutschen Gesellschaft für Züchtungskunde (DGfZ). 